# Marijan Tavčar
Marijan Tavčar, slovenski filolog, prevajalec in publicist, * 20. december 1912, Ljubljana, † 27. november 1981, Škofja Loka. 

## Življenje in delo
Marijan Tavčar, nečak pisatelja I. Tavčarja, je obiskoval v Ljubljani osnovno šolo, klasično gimnazijo (1923-31) in oddelek za klasične jezike in književnost na ljubljanski Filozofski fakulteti (1931-35). Služboval je 1936–37 kot profesor na gimnaziji v Kolašinu (Črna gora), 1937–38 na gimnaziji v Podgorici, 1939–41 v Celju. Leta 1941 ga je aretiral gestapo in izselil v Jagodino (Svetozarevo), od koder se je po 1 mesecu ilegalno vrnil v Ljubljano in do konca vojne aktivno sodeloval z OF. Med 1943–45 je poučeval na klasični gimnaziji v Ljubljani. Po osvoboditvi je do 1963, ko se je upokojil, poučeval na gimnazijah v raznih krajih po Sloveniji.
Leta 1954 je postal član Društva književnih prevajalcev Slovenije in Društva strokovnih prevajalcev Slovenije, zapriseženi sodni tolmač za novogrščino in 4 svetovne jezike; od 1963 je imel status prevajalca umetnika. Tavčar je prevajal s knjižnega, gledališkega, radijskega, televizijskega, filmskega, strokovnega in znanstvenega področja.
Tavčar je objavljal uvode in opombe k svojim prevodom, ter članke v časopisih in revijah (Naši razgledi, Prostor in čas, Nea Estia /Novo ognjišče/, I Pnevmatiki Kypros /Intelektualni Ciper/). Bil je edini prevajalec za novogrščino v Sloveniji in eden redkih za starogrščino in zaslužen za medsebojno kulturno poznavanje Slovenije in Grčije. 